# Ammosaure
L'ammosaure (Ammosaurus, "llangardaix de la sorra") és un gènere de dinosaure sauropodomorf que va viure al Juràssic inferior i mitjà en el que avui en dia és Nord-amèrica. Els adults feien uns 4 metres de longitud, era una espècie petita en comparació amb altres membres del mateix subordre, que incloïa els animals més grans que mai han caminat sobre la Terra. Era un animal versàtil, capaç de caminar bípede i quadrúpede, i podria haver sigut omnívor.